# Львиные игрунки
Львиные игрунки, львиные тамарины, или гривистые мартышки (лат. Leontopithecus) — род приматов из семейства игрунковых. Насчитывает 4 вида, распространённых в юго-восточной Бразилии. Все виды находятся под угрозой.

## Описание
Львиные игрунки — это самые крупные представители игрунковых. Длина их тела достигает от 20 до 34 см, при длине хвоста от 30 до 40 см. Их масса составляет примерно от 500 до 600 граммов. Их плотная, шелковистая шерсть в зависимости от вида имеет чёрную или золотистую окраску иногда с пестринами. Отличительной чертой являются подобные гривам льва волосы в области плеч. Их лица плоские и безволосые. Как и у всех игрунковых на пальцах передних и задних конечностей (за исключением больших пальцев на задних лапах) вместо ногтей когти.

## Распространение
Львиные игрунки живут исключительно в юго-восточной Бразилии. Их область распространения охватывает южный Баия, Рио-де-Жанейро, Сан-Паулу, и север Параны. Жизненное пространство этих животных — это Бразильский атлантический лес, прежде всего на прибрежной равнине.

## Образ жизни
Львиные игрунки активны днём, ночью они прячутся в дуплах деревьев или в чаще растений. Они держатся, прежде всего на деревьях, предпочитая заросли с ползущими и вьющимися растениями. Они передвигаются на всех четырёх лапах, умеют также хорошо прыгать.
Львиные игрунки живут небольшими группами, чаще по 3—7 животных. Группы бывают либо семейные с их подрастающим поколением, либо состоящие из нескольких взрослых самцов и самок. В пределах группы господствует выраженное социальное поведение: взаимный уход за шерстью и распределение корма играют важную роль. Отдельные животные группы часто находятся в поле зрения и переговариваются друг с другом криками. От чужих животных территория величиной примерно от 40 до 70 га защищается криками или агрессивной мимикой.

## Питание
Львиные игрунки — это всеядные животные, которые питаются как животной (насекомые, пауки, улитки, птичьи яйца и маленькие позвоночные животные), так и растительной пищей (преимущественно плоды).

## Размножение
В пределах группы всегда размножается только одна пара, даже если имеется несколько взрослых животных одного пола. После 120—130 дней беременности самка рожает чаще близнецов. Вся группа участвует в воспитании детёнышей, однако в первую очередь их отец. В 3 месяца их отучают от себя, а в возрасте от 18 до 24 месяцев они становятся половозрелыми. По причине социальной структуры первое размножение животных происходит ещё позже.
Продолжительность жизни львиной игрунки составляет до 18 лет.

## Угрозы
Кошачьи, змеи и соколообразные относятся к естественным врагам львиных игрунок. Тем не менее, основная угроза заключается в разрушении их жизненного пространства. Сельва юго-восточной Бразилии сильнее чем другие области затронута вырубкой, в этом регионе существует незатронутым совсем небольшой участок леса. К тому же животных часто нелегально отлавливают и продают как домашних животных на чёрном рынке. Поэтому львиные игрунки относятся к видам приматов, находящихся под угрозой. Все 4 вида находятся под угрозой, чернолицая львиная игрунка находится согласно МСОП под угрозой вымирания (категория — critically endangered).

## Виды
Названия приведены в соответствии с АИ
- Золотистая львиная игрунка (Leontopithecus rosalia), или золотистая игрунка[4], золотистый львиный тамарин[4], или розалия[4]
- Золотистоголовая львиная игрунка (Leontopithecus chrysomelas) имеет чёрное тело, золотистого цвета только грива и передние лапы.
- Чёрная львиная игрунка (Leontopithecus chrysopygus) почти полностью чёрная, лишь ягодицы имеют красно-коричневый окрас.
- Чернолицая львиная игрунка (Leontopithecus caissara) имеет жёлтое тело, только грива, лапы и хвост окрашены в чёрный цвет.